# میدان‌های نفتی جهان

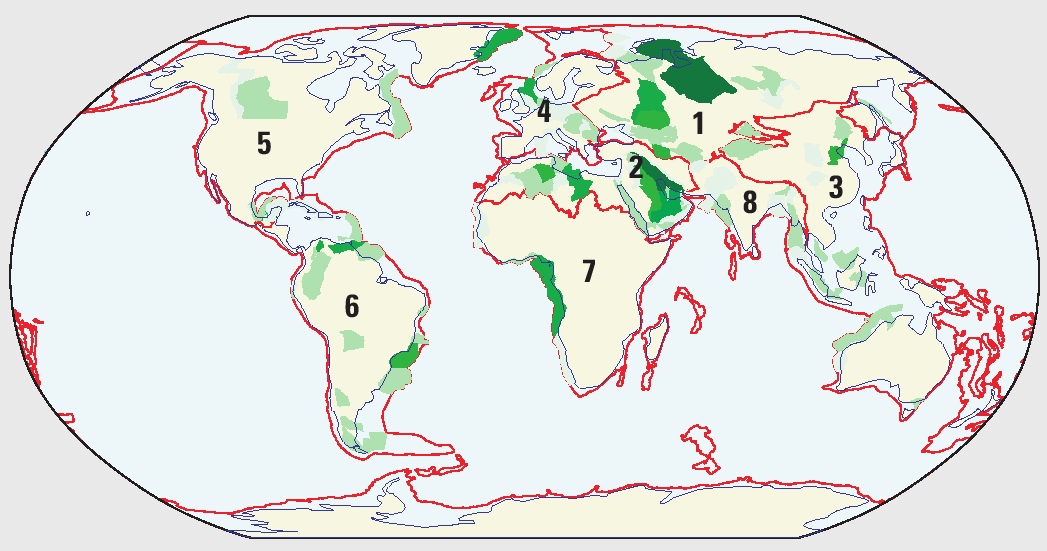
مناطق نفت‌خیز جهان.

میدان‌های نفتی جهان بیش از ۴۰٬۰۰۰ عدد برآورد می‌شود ولی ۹۴ درصد از نفت شناخته‌شده در کمتر از ۱۵۰۰ میدان نفتی قرار دارد.
بزرگ‌ترین میدان نفتی جهان میدان نفتی غوار (با ۷۵ تا ۸۳ میلیارد بشکه) می‌باشد که در عربستان سعودی واقع است.
در فهرست زیر بزرگترین میدان‌های نفتی جهان، بر پایه حجم ذخیره درجای نفت خام رتبه‌بنده شده‌اند. اعداد زیر ستون ذخیره درجا، بر پایه میلیارد بشکه می‌باشند و ستون تولید، میزان تولید را بر پایه بشکه نفت در روز درج شده‌اند.
| نام میدان          | ذخیره درجا | کشور                | تولید     | مالک                |
| ------------------ | ---------- | ------------------- | --------- | ------------------- |
| میدان نفتی غوار    | ۷۵         | عربستان سعودی       | ۵٫۰۰۰٫۰۰۰ | سعودی آرامکو        |
| میدان نفتی بورقان  | ۶۷٫۷       | کویت                | ۱٫۷۰۰٫۰۰۰ | مؤسسه نفت کویت      |
| میدان نفتی اهواز   | ۶۵٫۵       | ایران               | ۷۵۰٫۰۰۰   | شرکت ملی نفت ایران  |
| میدان نفتی سفانیه  | ۵۵٫۶       | عربستان سعودی       | ۱٫۲۰۰٫۰۰۰ | سعودی آرامکو        |
| میدان نفتی گچساران | ۵۲٫۹       | ایران               | ۴۸۰٫۰۰۰   | شرکت ملی نفت ایران  |
| میدان نفتی مارون   | ۴۶٫۷       | ایران               | ۵۲۰٫۰۰۰   | شرکت ملی نفت ایران  |
| میدان غرب قرنه     | ۴۳         | عراق                | ۱۲۰٫۰۰۰   | شرکت ملی نفت عراق   |
| میدان نفتی کاشاقان | ۳۸         | قزاقستان            | ۳۷۰٫۰۰۰   | کزمونای‌گس           |
| میدان نفتی کانتارل | ۳۵         | مکزیک               | ۲۵۶٫۰۰۰   | پمکس                |
| میدان نفتی آزادگان | ۳۳٫۲       | ایران               | ۴۰٫۰۰۰    | شرکت ملی نفت ایران  |
| میدان نفتی زاکوم   | ۳۳         | امارات متحده عربی   | ۵۰۰٫۰۰۰   | ادنوک               |
| میدان نفتی شوگرلوف | ۳۳         | برزیل               |           | پتروبراس            |
| میدان نفتی بلیوار  | ۳۲         | ونزوئلا             | ۲٫۶۰۰٫۰۰۰ | پترولئوس دی ونزوئلا |
| میدان نفتی رمیله   | ۳۰         | عراق                | ۱٫۳۵۰٫۰۰۰ | شرکت ملی نفت عراق   |
| میدان نفتی آغاجاری | ۲۸         | ایران               | ۳۰۰٫۰۰۰   | شرکت ملی نفت ایران  |
| میدان نفتی کرکوک   | ۲۶         | عراق                | ۶۷۰٫۰۰    | شرکت ملی نفت عراق   |
| میدان نفتی مجنون   | ۲۵         | عراق                | ۲۰۰٫۰۰۰   | شرکت ملی نفت عراق   |
| میدان نفتی پرداهو  | ۲۵         | ایالات متحده آمریکا | ۲۸۱٫۰۰۰   | بی‌پی                |
| میدان نفتی تنگیز   | ۲۲         | قزاقستان            | ۴۵۰٫۰۰۰   | تنگیزشورون          |
| میدان نفتی رگ‌سفید  | ۱۶٫۵       | ایران               | ۱۸۰٫۰۰۰   | شرکت ملی نفت ایران  |
| میدان پریوبسکوی    | ۱۳         | روسیه               | ۱۸۰٫۰۰۰   | روس نفت             |